# Vítor Bruno (allenatore)
Vítor Bruno Clara Santos Mota Fernandes (Coimbra, 2 dicembre 1982) è un allenatore di calcio ed ex calciatore portoghese, di ruolo centrocampista.

## Carriera

### Giocatore
È cresciuto nel settore giovanile dell'Académica, e successivamente ha trascorso la maggior parte della sua carriera nelle divisioni inferiori del calcio portoghese fino ad annunciare il ritiro nel 2008 all'età di 25 anni.

### Allenatore

#### Gli inizi
Dopo essersi laureato presso l'Università di Coimbra, nel 2009 è entrato nello staff di Augusto Inácio come assistente all'Interclube. Successivamente è entrato nello staff del padre al Primeiro de Agosto per poi seguire nuovamente Inácio al Naval ed al Leixões.
Nel 2011 è entrato nello staff di Sérgio Conceição all'Olhanense e negli anni successivi ha seguito il connazionale anche all'Académica, al Braga, al Vitória Guimarães, al Nantes ed al Porto. Il 5 aprile 2019 ha diretto la sua prima partita con i Dragões, vinta 2-0 contro il Boavista, per via di una squalifica inflitta a Conceição.
Il 30 maggio 2024 in seguito ad un diverbio ha lasciato lo staff del Porto esprimendo in seguito il desiderio di intraprendere una carriera da allenatore principale.

#### Porto
Il 6 giugno seguente è stato annunciato come nuovo allenatore del Porto al posto proprio di Conceição, divenendo il primo allenatore del neo-presidente André Vilas Boas.
Il 3 agosto, all'esordio in carriera da primo allenatore, ha conquistato la Supertaça Cândido de Oliveira battendo in rimonta per 4-3 lo Sporting Lisbona dopo un iniziale svantaggio di 0-3. Dopo 29 partite complessive, il 20 gennaio 2025 in seguito alla sconfitta in campionato per 3-1 sul campo del Gil Vicente, il club lusitano decide di risolvere il contratto con l'allenatore portoghese.

## Statistiche

### Statistiche da allenatore
Statistiche aggiornate al 20 gennaio 2025.
| Stagione        | Squadra         | Campionato      | Campionato | Campionato | Campionato | Campionato | Coppe nazionali | Coppe nazionali | Coppe nazionali | Coppe nazionali | Coppe nazionali | Coppe continentali | Coppe continentali | Coppe continentali | Coppe continentali | Coppe continentali | Altre coppe | Altre coppe | Altre coppe | Altre coppe | Altre coppe | Totale | Totale | Totale | Totale | % Vittorie | Piazzamento |
| Stagione        | Squadra         | Comp            | G          | V          | N          | P          | Comp            | G               | V               | N               | P               | Comp               | G                  | V                  | N                  | P                  | Comp        | G           | V           | N           | P           | G      | V      | N      | P      | %          | Piazzamento |
| --------------- | --------------- | --------------- | ---------- | ---------- | ---------- | ---------- | --------------- | --------------- | --------------- | --------------- | --------------- | ------------------ | ------------------ | ------------------ | ------------------ | ------------------ | ----------- | ----------- | ----------- | ----------- | ----------- | ------ | ------ | ------ | ------ | ---------- | ----------- |
| 2024-gen. 2025  | Porto           | PL              | 18         | 13         | 1          | 4          | TP+Cdl          | 2+2             | 1+1             | 0+0             | 1+1             | UEL                | 6                  | 2                  | 2                  | 2                  | SP+Cmc      | 1+0         | 1+0         | 0+0         | 0+0         | 29     | 18     | 3      | 8      | 62,07      | Risol.      |
| Totale carriera | Totale carriera | Totale carriera | 18         | 13         | 1          | 4          |                 | 4               | 2               | 0               | 2               |                    | 6                  | 2                  | 2                  | 2                  |             | 1           | 1           | 0           | 0           | 29     | 18     | 3      | 8      | 62,07      |             |

## Palmarès

### Competizioni nazionali
- Supercoppa di Portogallo: 1

Porto: 2024